# Château-ferme de Balâtre
Le château-ferme de Balâtre ou ferme-château de Balâtre est un immeuble classé situé dans la section de Balâtre faisant partie de la commune de Jemeppe-sur-Sambre en Belgique (province de Namur). 

## Localisation
Le château-ferme est situé sur une hauteur dominant la vallée du Grand-Vaux, un ruisseau affluent de la Ligne et proche du centre du village de Balâtre, à une cinquantaine de mètres de l'église.

## Historique
Le premier élément construit est le donjon, érigé vraisemblablement au début du XIIIe siècle et faisant partie d'un ancien fief du comté de Namur tenu à cette époque par Nicolas de Condé et Isabelle de Morialmé. Par la suite, plusieurs familles sont devenues propriétaires d'un bien qui s'est agrandi au fil des siècles autour du donjon initial pour devenir la construction actuelle d'une ferme en carré. Il s'agit des familles de Seilles en 1380, del Juverie en 1406, T'Serclaes en 1511, Tilly en 1652 et de Ponti jusqu'à la fin du XVIIIe siècle. Dans un état de délabrement certain, la propriété a été achetée en 2021 par Joseph Geuens qui va entreprendre d'importantes restaurations.

## Description
Le château-ferme est construit principalement en moellons de calcaire et est constitué de trois ailes principales d'une longueur d'environ 50 mètres ainsi qu'une petite aile orientale (qui avait autrefois une dimension identique aux trois autres ailes) entourant une cour intérieure carrée d'environ 900 m2. 
Le donjon médiéval se dresse sur l'angle nord, comporte deux niveaux (mais a pu en compter davantage) et repose sur un haut soubassement biseauté qui épouse la pente du terrain et fait fonction de contrefort. En plus du donjon, deux autres tours ont été érigées a posteriori: une tour semi-circulaire de quatre niveaux datant sans doute du XVe siècle dressée contre le corps de logis au nord-ouest et une tour d'angle carrée de trois niveaux du XVIe siècle dressée à l'angle oriental de l'aile sud mais désaxée.

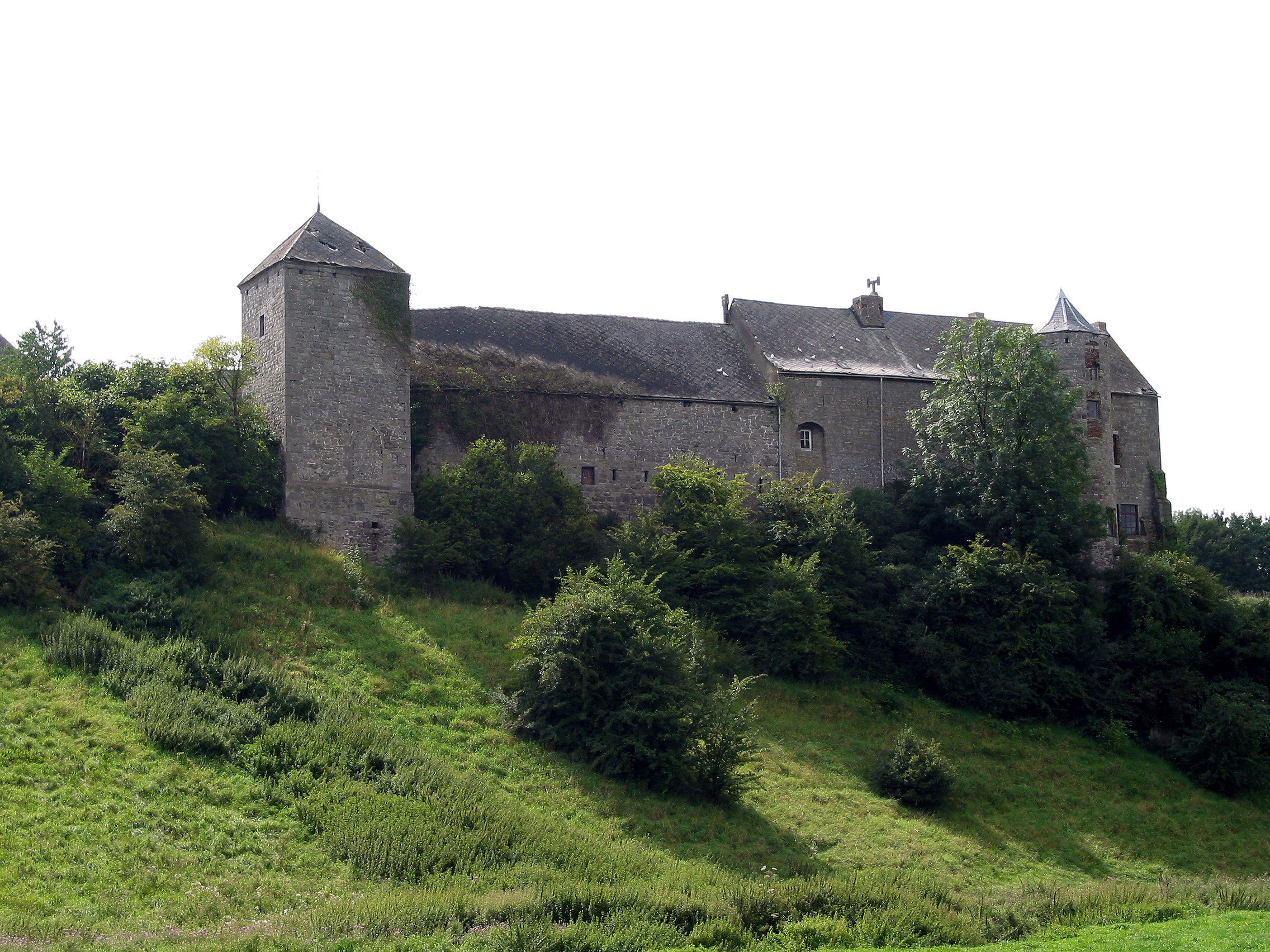
Château-ferme de Balâtre, à gauche : le donjon médiéval initial

## Classement et protection
Les façades et toitures de la ferme-château de Balâtre et l'établissement d'une zone de protection sont repris depuis le 12 septembre 1997 sur la liste du patrimoine immobilier classé de Jemeppe-sur-Sambre.
Les prairies de la ferme-château de Balâtre sont reprises comme site de grand intérêt biologique

### Source et lien externe
- Cirkwi.com
- www.chateaudebalatre.be